# Каталог колекції
Каталог колекції — документована інформація або база даних, що містить опис та іншу інформацію про предмети чи елементи, що складають колекцію. Цей каталог може містити детальні описи, фотографії, інформацію про походження, стан збереження та історію кожного предмета в колекції. Він допомагає власнику чи керівництву зберігати організований перелік предметів, спрощує пошук та дозволяє вивчати та аналізувати зібрану інформацію про колекцію. Такі каталоги можуть бути корисними для колекціонерів, музеїв, архівів чи будь-яких організацій, що займаються збереженням та демонстрацією колекційних предметів.
У музеях колекція культурних цінностей або матеріалів зазвичай каталогізується в каталозі колекції (або каталозі колекцій). Традиційно це робилося за допомогою картотеки, але сьогодні це зазвичай реалізується за допомогою комп'ютеризованої бази даних (відомої як база даних колекції) і навіть може бути доступною в Інтернеті.